# ノバイ高校 (アメリカ合衆国)

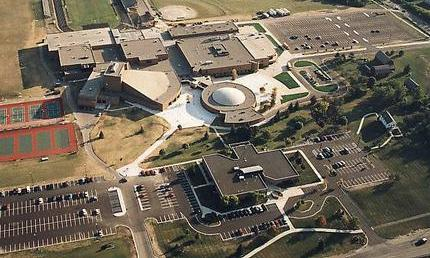
ノバイ高校の鳥瞰写真

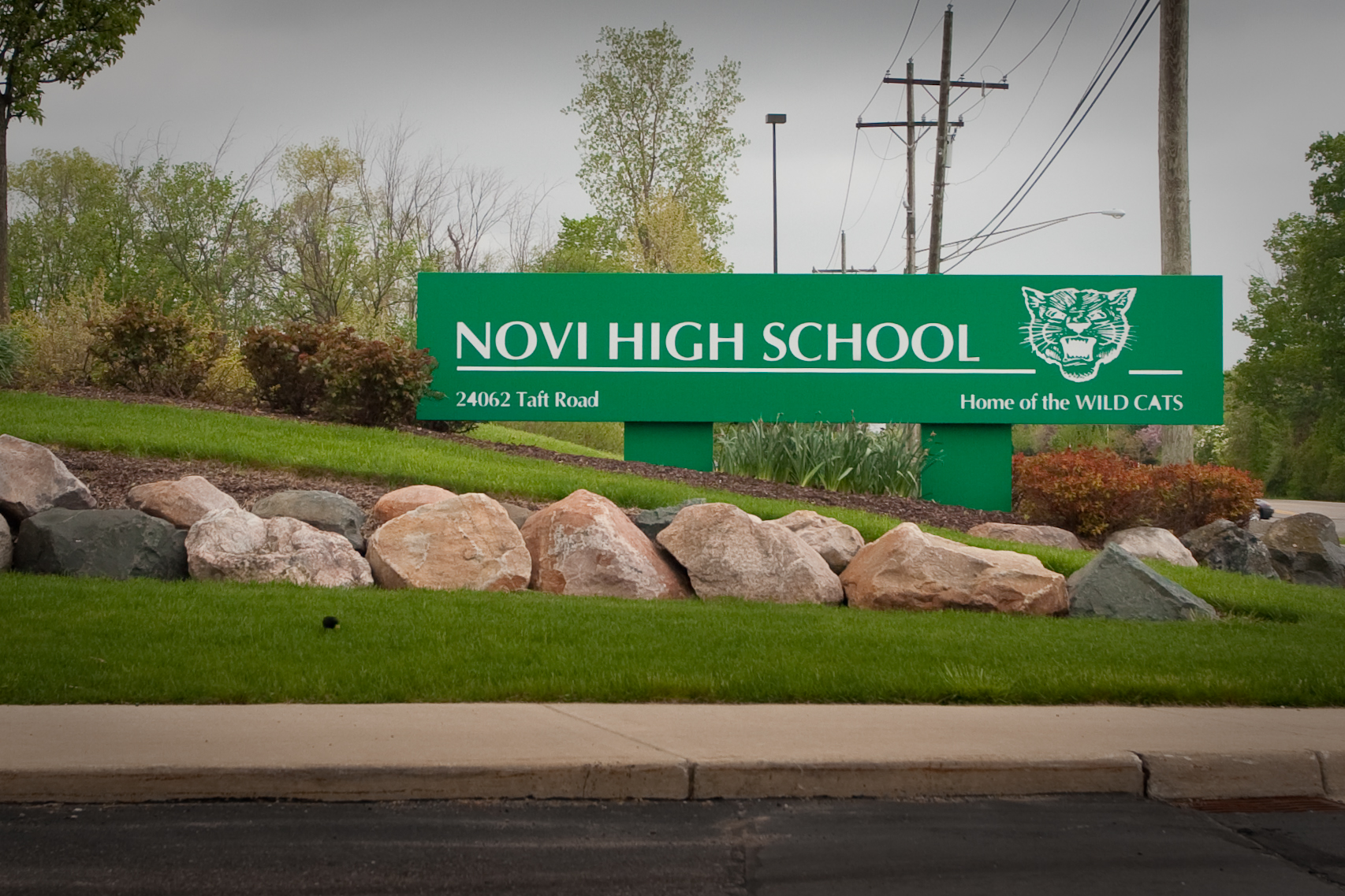
ノバイ高校のエントランスサイン

ノバイ高校（英語：Novi High School）は、ミシガン州ノバイにある公立高校である。生徒は9学年から12学年がある。ノバイ・コミュニティ学区がこの学校を主宰し、1986-87年度及び、1999-2000年度はブルーリボン学校プログラム賞が与えられた。現在生徒数は2,000、スタッフは200名である。高校教育が元来の目的であるが、その他に成人教育や他の地域のレクリエーション行事があり、それはプールで誰でも参加できる水泳とか、体育館でおこなわれるバスケットボールなどがある。また、バンドフェスティバル、地方のフットボール、バレーボールなど色々な競技会の会場となる。

## 歴史
ノバイ高校の創立は1968年で、最初のクラスは1969年に卒業した。1968年以前はノバイ区域の生徒はノースヴィルの学校に通学していた。高校は農村地帯であるが1960年代から2000年にかけて急速に発展してきて、高校もその影響を受けた。
最初の高校は現在のタフトと11マイル道路にあるノバイメドウズ学校(Novi Meadows School)で1968年秋開校した。1970年代の人口が爆発的に増加し、新しい高校を作らざるを得なくなり1977年秋に開校した。現在の高校はFuerst family農場の一部に作られた。その農場のFuerst姉妹が土地の一部を学校に売却、ノバイの中心地の住居開発業者に火をつけた。その姉妹の名前はその講堂の名前に残っている。その姉妹は亡くなるまでそこに住んでいた。
その学校の改築は1993年から1996年にかけて行われ、40%も建築面積を増加させた。重要なことは、この改築は最新の技術を駆使し、最新の通信技術、科学実験室、多くの芸術室を作り、学校は効果的な、最新の教育施設となっている。 この改築と時期を同じうして、この地域の教育への投資は非常に増加した。
生徒数の急速な増加があり、5年間で定員がうまった。学校の理事、勤務者、住民の間で次にどうするか議論が起こった。究極的に60名の協議会が開かれ、第2のノバイ高校を作る計画を検討した。
2001年には$75.6-millionの債権発行案が通過した。 $37-millionの増加案がでて、カフェテリア、新しい音響システム、座席、新しいカーペットがある講堂、合唱室を有する芸術棟、暗室劇場、ダンス劇場が作られた。
これ等の刷新には３年が必要であった。また、新しい教室棟、ハイブリッド図書館（別名メディアセンター）、暗室劇場、無線技術、スポーツ複合施設、３つの芸術室、ダンススタジオを伴う音楽棟、それと特筆すべきものは、ガラスでできた吹き抜けが教室とカフェテリアの間にできた。また、水泳プール、アメリカンフットボール競技場、野球場、放送設備、講堂、体育館、教室、トイレ、駐車場が改善された。学校の面積は35%増加し、この地の最も大きい建物の一つとなった。
2005年頃、アドバンスト・プレイスメントのクラスがノバイ高校の生徒に流行してきた。 
その年まで、その学校はブロックスケジューリング（集中させるために、クラスの数を減らして、時間をのばすスケジュール）に変わった。 2005年に体育学部は薬物テストを受けることを拒否した。
2010年には, ノバイ高校は「IB Accredited 学校」になると公表した。これは（国際バカロレア資格）をとれる学校である。最初の学年は2012年に卒業する。

## 学問・授業
ノバイ高校では7:15 a.m.から 2:01 p.m. のスケジュールであり、2011年から2012年では6時間単位、昼食時間、と3分割である。2010-2011年度まではスケジュールは4分割であった。単位は6時間であるが、オプションでジャズバンドとか国際バカロレア資格などもある。加えて、ここで取れない科目、例えばSchoolcraft Collegeとかミシガン大学の授業などもある。ノバイでは６カ月が１学期であり、色々フレキシブルでオプションの学科も取れるのである。
ノバイ高校では15の大学先修過程プログラム（英語：Advanced Placement Program）と国際バカロレア(IB Diploma) コースを含む国際バカロレア資格コース、などを望めば取れるようになっている。
また高校では多くの職業訓練コースがあり、それは近くのオークランドテクニカルセンターで行うものもある。加えるにコンピュータ助力デザインプログラム（CAD）もありOakland (オークランド) Community Collegeで7単位とれることになっている。ノバイ高校からは、以前から多くの生徒をカレッジまたは大学に送りこんでおり、その中でも、ミシガン州立大学、ミシガン中央大学、ミシガン大学や西ミシガン大学, Grand Valley State Universityなどがある。 
生徒はSAT (大学進学適性試験)やACTなどの試験で高得点をあげている。また、National Merit Scholarship Programという賞を受けた生徒も多い。Promise Scholarshipという奨学金を受けている生徒も多いが、この奨学金制度は2009年になくなった。

## 外国人生徒
2013年のObserver & Eccentric誌の Chris Jackettは「ノバイ高校の 集会場は多種多様である」と述べている。
2006年までは 生徒は学校の民族多様性を表す壁画を作っていた。それは民族性を「決まり切った様相では表さない」という特徴があり、例えば、アフリカ系の体操選手とかアジア系のアメリカンフットボール選手などを描いている。2013年秋、外国からの交換留学生は30名であったが、その前年は16人であった。

## 文化系課外活動
ノバイ高校の文化系課外活動は学校のサイズが大きいので　多種多様である。米国国内の色々な組織の支部があるが、例えば「\アメリカオナー協会（英語：National Honor Society)の支部とか（全国組織で奨学金、リーダーシップ、奉仕、性格によって選ばれる）とか「チェスクラブ」などがある。クラブの大多数は、元来社会的な、またはリクリエーション的な目的を持つが、クイズボールとか、数学クラブとか、学問的なものもある。参加できるのは、体育のクラブとか音楽のクラブとか、他のクラブもある。学校は幾つか年一度の音楽会とか、ほかの催し物もある。
ノバイ高校の文化系課外活動のチームはサイズが大きいので今のところDivision I で競争している。1963年に創立したのだが、サウスイースタン会議（英語：Southeastern Conference）に参加したのは1980年のことである。1982年にはノバイ高校はケンシントン　ヴァレィ　会議（英語：Kensington Valley Conference）に参加した。2008年以降、ノバイ高校はケンシントン湖地方活動協会に属しているが、これはKVCとWestern Lakes Activities Associationが合併したもので、学校間のスポーツ又は文化系活動クラブ、例えば「ロボット工学競技」、ドラムライン（行進曲のアンサンブルの打楽器部門）、クイズボウル（歴史、文学、科学のクイズ競技）などのクラブを含むものである。

### スポーツ
ノバイ高校の体育競技者はほとんど全ての競技において、当地のトップスクールと肩を並べていて、女子のサッカーとか男子のゴルフ、クロスカントリー競技などは州で優勝している。この地方の高校と異なり、大学との試合に豊富な資金が提供されるが、馬術とか、スキーと科、ホッケーなど一部のスポーツにおいては、個人の金を払う必要である。資金が最も豊富なのはアメリカンフットボールであり、大きなテレビモニターを競技場に備えている。

#### アメリカン・フットボール
ノバイのアメリカンフットボールチームはSECのリーグ優勝を1972,1973,1974年度と1976年にリーグ優勝している。前は2シーズン完全優勝をしている。KVCの方は1981,1986, 1987, 1988, 1989, 2003, 2004年に優勝している。2007年には、ハウエル高校と優勝を分け合っている（直接対戦では勝っている）。
同州において、準決勝に進むこと2回あった。1988年にあトラバース市中央高校とは12-13で、ブラザー・ライス･高校とは28-31で惜敗している。このチームは４つの地方タイトルを獲得し、この協会の他のチームの間でも、勝率.618である。SEC/KLAAのリーグでも勝率は.642である。

#### 他のスポーツ
2005年から2007年　ノバイの大学 サッカー 女子チームは連続的にミシガン高校体育協会の競技で優勝。コーチはBrian O'Learyであった。（このチームは他の大学から選手を入れている）
男子のクロスカントリーチームは1998年から1999年までミシガン州高校体育連盟の競技で優勝。2000年と2006年は次点であった。9年連続してトップ10に入っている。2001年には
Tim Moore は全国の優勝者でノートルダム大学は次であった。ノバイのレスリングクラブは2000年で地区大会準優勝。1996年より7つの個人優勝をしている。
ノバイのバスケットボールチームは2009-2010年で優勝。コーチは　Corey Heitschであった。
体操チームは　1998年と2001年にノースビル高校と合併して州で優勝を果たした。2002年は準優勝。
アイスホッケーチームは2000年から2002年まで3年連続でケンシントンバレー会議のタイトルを取り、また2000,2001, 2002, 2003, 2006, 2007, 2009年の地域優勝を果たした。チームは2011年、州の優勝をCompuware arenaにおいて、Orchard Lake St. Mary 4-0で破り優勝した。
男子および女子テニスチームは伝統的に強い。ケンシントン湖地方大会でトップ5に入った。（中略）
大学のポンポンチーム（ポンポンを使ったチアリーディング）クラスAで何年も地区優勝している。（中略）
野球チーム2008年と2010年に地方大会で優勝。州の中ではトップチームの中に入る。

### 他の課外活動
2005年, the FIRST ロボット工学 チームが世界ロボット工学競技会で優勝した。またこのチームは 五大湖地方の競技会を2007年から2008年、優勝し、他の地域競技会でも優勝した。チームの名前はフロッグ　フォース　Number 503（英語：Frog Force）である。
クイズボウルは歴史、文学、科学において、クイズを当てる競技であるが、国内競技に2005年から出場している。2007年にミシガン州で3位。2008年で2位。国内決勝で2011年に8位であった。
ノバイ高校芸術部は、アンサンブルバンド、オーケストラ、ダンス合唱、ドラマプログラムがあり、全て入賞している。ノバイ高校の Drumline （行進曲のアンサンブルの打楽器部門）は最近オハイオ州デイトンであったWinter Guard International 世界チャンピオンシップに出場を果たした。A classで2006年と2007年のファイナリストとなった。
デベイトチームは3回、州で優勝を果たし、優秀な成績を残した。

## 有名な卒業生
- Nicole Blaszczyk, 2009年のミスミシガン[要出典]
- マディソン・チョック (Madison Chock), アメリカのアイスダンサー[要出典]
- サンジェイ・グプタ (Sanjay Gupta), CNNの医学解説者[7]
- Mitch Maier（英語版） (class of 2000), カンサス市ロイヤルズの野球選手[8]
- Michelle Rzepka（英語版） (class of 2001), オリンピックのボッブスレッダーOlympic Bobsledder[9]
- エミリー・サミュエルソン (Emily Samuelson), オリンピック級のアイスダンサー　メダリスト[10]